# Daniel Jacobi
Daniel Jacobi (* in Frankfurt am Main) ist ein deutscher Songwriter, Sänger und Musiker christlicher Popmusik.

## Leben und Wirken
Jacobi erlernte mit sieben Jahren das Klavierspiel. In einem Bibelwerk war er für die Vorbereitung neuer Anbetungsmusik und für die Ausbildung junger Nachwuchstalente zuständig. In dieser Zeit wirkte er als Liedermacher, Musiker und Sänger an sieben deutschen Anbetungs-CD-Produktionen mit.
1997 inszenierte Jacobi eine evangelistische Jugend-Multi-Media-Show mit dem Titel Holy Shock Show, mit der er über zwei Wochen lang auf Tournee unterwegs war. Das Jugendliederbuch In Love with Jesus erschien in zwei Bänden (2000 und 2003) beim Verlag Projektion J. Jacobi ist Herausgeber und Executive Producer der gleichnamigen achtteiligen CD-Serie.
Nach Revolution (2001) veröffentlichte Jacobi 2005 sein zweites Solo-Album Bereitet den Weg, das von Ralf Gustke produziert wurde und an dem die Musiker Lothar Kosse, Marcus Watta, Matthias Heimlicher und Marc Ebermann beteiligt waren.
Seine Lieder werden vor allem in evangelikalen Gemeinden in Deutschland gesungen, auf internationaler Ebene wurde beispielsweise der Titel Vater, ich komme jetzt zu dir in Lateinamerika erfolgreich. Die spanische Übersetzung namens Padre, en ti wurde von einem mexikanischen Lobpreisleiter gecovert.
Neben eigenen Kompositionen, übersetzt Jacobi auch zahlreiche englischsprachige Lobpreislieder ins Deutsche.

## Werke

### Diskographie
- Revolution (Gerth Medien, 2001)
- Bereitet den Weg (Gerth Medien, 2005)
- In Love with Jesus (Hrsg. und Producer; acht Teile)

### Bücher
- In Love With Jesus. Du bist Herr – The next generation. (Projektion J, 2000) ISBN 3-89490-346-5
- In Love With Jesus 2. Worship for a new millenium. (Projektion J, 2003) ISBN 3-89490-459-3